# بنو يشكر
بني يشكر قبيلة عربية عدنانية تهامية من قبائل ربيعة من بنو نزار بن معد بن عدنان من ذرية إسماعيل بن إبراهيم عليهما السلام، موطنها الاصلي مكة والشعيبة، وكانت قبل البعثة تعرف بأنها قبيلة العلماء، لان منها قضاة وادباء وحكماء و معلمين، أبرزهم ادهم اليشكري الذي تخرج على يديه العديد من فتيان وفتيات مكة، ومنهم القاضي ذو المجاسد عامر اليشكري الذي قضى للذكر مثل حظ الانثيين في الإرث وقد وافق حكمه حكم الإسلام.

## نسب بني يشكر
- تنتسب القبيلة إلى :  يشكر بن عتيك بن انس بن زيد بن عامر بن ربيعة، وأم يشكر هي : ليلى بنت إبراهيم بن عامر بن الظرب بن عمرو بن عياذ بن يشكر بن عدوان بن عمرو بن قيس عيلان.[6]
- جمعها اليشاكرة ومفردها يشكري

## تاريخ بني يشكر
قبل البعثة كانت القبيلة تقطن بطن مكة والشعيبة، وكان بنو يشكر على دين الحنيفية، وعمل اغلب رجال القبيلة في البحر وصناعة السفن في الشعيبة، من أبرزهم الشاعر البحار المنخل اليشكري.
عام الفيل تصدى فرسان بنو يشكر لجيش ابرهة الحبشي ضمن قبائل ربيعة بقيادة نفيل بن حبيب الاكلبي، وكانت القبيلة أحد اطراف حرب البسوس إلى جانب بنو ذهل ضد بني تغلب بقيادة الحارث بن عباد بعد مقتل بجير بن الحارث بن عباد على يد الزير سالم.
بعد البعثة النبوية دخل الكثير من بنو يشكر في الإسلام، ومنهم من هاجر إلى الحبشة وفيهم الصحابي إبراهيم بن محارب الذي كان من ضمن بحارة سفينة المهاجرين، ومنهم من هاجر إلى المدينة المنورة وشارك مع رسول الله في معركة بدر وأحد والاحزاب ومؤتة و فتح مكة وحنين والطائف وشهد بيعة الرضوان وحجة الوداع.
بعد وفاة رسول الله ناصر بنو يشكر الخليفة أبي بكر الصديق، فشاركوا في حرب الردة، ومن أبرزهم : ابان اليشكري كان قائد كتيبة تحت لواء عكرمة في الحملة التي أرسلها أبو بكر الصديق إلى عمان لامتناع بعض أَهلها عن الزكاة، ومصعب بن محارب كان تحت لواء خالد بن الوليد في معركة اليمامة وبزاخة و اجنادين وقنسرين.
كانت تهامة ديار بنو يشكر وسائر ربيعة في صدر الإسلام وطيلة العصر الاموي، قبل ان تهاجر قبائل ربيعة إلى عسير بسبب وباء انتشر جنوب مكة في تهامة سنة 1201 ميلادية، ومنهم من هاجر إلى عُمان وانضم إلى الجيش العماني في العصر اليعربي 1624 م.

## بني يشكر في العصر الحديث
اغلب بني يشكر يعيشون في عسير ضمن قبائل ربيعة في السراة في ديار ربيعة ورفيدة، ومنهم بطون تقطن في سلطنة عمان، ولم يتخلى بنو يشكر عن تقاليد ربيعة القديمة وظلوا محافظين عليها، وهي تقاليد عربية خالصة يعتزون بها مثل : تقديم مبلغ من المال كهدية لمن نزل بيتاً جديداً، وكذلك تقديم مبلغ كإعانة ماليه من افراد القبيلة للشاب الخاطب المقبل على الزواج 

## الصحابة من بنو يشكر
- مصعب بن محارب
- إبراهيم بن محارب
- ابان اليشكري
- مازن بن عمارة

## مشاهير بني يشكر
- المنخل بن مسعود اليشكري شاعر وبحار
- الحارث بن عباد اليشكري من حكماء العرب
- ذو المجاسد اليشكري من قضاة مكة المكرمة

## القبائل والبطون المشابهة لهم بالاسم
- بنو يشكر بن عدوان بن عمرو بن قيس عيلان
- بنو يشكر بن عامر من الازد [12]